# Station Brake (Unterweser)
Station Brake (Nederwezer) (Bahnhof Brake (Unterweser)) is een spoorwegstation in de Duitse plaats Brake, in de deelstaat Nedersaksen. Het station ligt aan de spoorlijn Hude - Nordenham-Blexen. Op het station stoppen alleen Regio-S-Bahntreinen van Bremen en Nedersaksen. Het station telt drie perronsporen, waarvan twee aan een eilandperron die niet meer wordt gebruikt.

## Treinverbindingen
De volgende treinserie doet station Brake aan:
| Serie | Treinsoort                  | Route                                                            | Bijzonderheden |
| ----- | --------------------------- | ---------------------------------------------------------------- | -------------- |
| S4    | Regio-S-Bahn (NordWestBahn) | Bremen Hbf – Delmenhorst – Hude – Brake (Unterweser) – Nordenham |                |

0,0: Oldenburg (Oldb) Hbf ·
3,7: Ohmstede ·
6,4: Etzhorn ·
8,3: Ipwege ·
10,4: Loy ·
16,2: Großenmeer ·
21,1: Oldenbrok ·
24,5: Strückhausen ·
27,0: Ovelgönne ·
31,9: Brake (Unterweser)